# Enana de la Osa Mayor I
La galaxia enana de la Osa Mayor I (UMa I dSph) es una galaxia enana esferoidal que orbita la Vía Láctea, descubierta en 2005 dentro de la constelación de la Osa Mayor y es la tercera galaxia menos luminosa conocida.

## Descubrimiento
Fue descubierta en 2005 por Beth Willman, Julianne J. Daltcanton, David Martinez-Delgado y Andrew A. West.

## Propiedades
Al ser una galaxia enana pequeña, mide sólo unos pocos miles de años luz de diámetro. Desde 2006, es la tercera galaxia menos luminosa conocida (descontando posibles galaxias oscuras como VIRGOHI21 en el cúmulo de Virgo), después de la enana de Bootes I (de magnitud absoluta −5,7) y la más recientemente descubierta enana de la Osa Mayor II (de magnitud absoluta −3,8). Se estima que la magnitud absoluta de la galaxia es de sólo −6,75, lo que significa que es menos luminosa que algunas estrellas, como Deneb en la Vía Láctea, y es comparable en luminosidad a Rigel. Se ha descrito como similar a la galaxia enana de Sextans, ya que ambas galaxias son antiguas y deficientes en metales.
Se estima que se encuentra a una distancia de unos 330.000 años luz (100 kpc) de la Tierra. Esto es aproximadamente el doble de la distancia hasta la Gran Nube de Magallanes, la galaxia satélite más grande y luminosa de la Vía Láctea.

## Objetos relacionados
Anteriormente existía otro objeto llamado Galaxia enana de la Osa Mayor, descubierto por Edwin Hubble en 1949, aunque posteriormente fue designado como Palomar 4. Debido a su peculiar aspecto, temporalmente se sospechó que era una galaxia enana esferoidal o elíptica, sin embargo, desde entonces se ha descubierto que se trata de un cúmulo globular muy distante (alrededor de 360.000 años luz) perteneciente a nuestra galaxia.
En 2006 fue descubierta la galaxia enana de la Osa Mayor II en la constelación de la Osa Mayor y también es extraordinariamente oscura.